# 大仁田厚
大仁田 厚（おおにた あつし、1957年10月25日 - ）は、日本のプロレスラー、政治家、タレント、俳優。長崎県長崎市出身。元参議院議員（2001年 - 2007年）。YouTuber。身長181cm。弟（異父弟）は法学者の松原孝明。

## 経歴
実家は風呂敷の製造・販売業。長崎県長崎市立磨屋小学校、長崎市立桜馬場中学校卒業。瓊浦高等学校に入学するも中退、日本一周徒歩旅行を計画。長崎県庁前から出発し神戸まで辿り着いたが、火事で家が全焼した知らせが入り断念。ちなみに長崎県庁を出発する時に自分で地元マスコミを呼び、その様子が新聞に載ったというエピソードがある。
41歳にして高等学校を再受験し、合格。1999年4月、駿台学園高等学校定時制課程普通科第3年次編入学、2000年3月卒業。同年4月、明海大学経済学部に入学したが1年で中退。2001年4月、明治大学政治経済学部経済学科（夜学）に入学。国会議員、プロレスラー、タレントとして活動しながら大学に通い続け、社会人特別入試合格時に「4年というと嘘っぽくなるから、6年で卒業したい」と語っていたものの4年で卒業。

## プロレスラーとして

### 全日本プロレス時代
1973年、日本一周徒歩旅行を断念後、ジャイアント馬場に憧れて全日本プロレスに「新弟子第一号」として入門し、1974年4月14日の後楽園ホール大会における佐藤昭雄戦でデビュー。翌年に入門した渕正信、薗田一治と共に「若手三羽烏」と呼ばれた。新弟子時代には体重が50kg台であったため増量を命じられ、90kgにならないと解雇される状況であった。夜にファン感謝デーの試合を控えていたある時、馬場から増量のためにスパゲッティ10人前を用意され、食べてから試合を行った時にボディスラムを受けて鼻からスパゲッティが飛び出してしまった。
1980年に海外修業に出立。旧西ドイツで試合を行った後、テリー・ファンクの斡旋でプエルトリコへ移動し、マサ・フチこと渕正信と合流。その後アメリカ本土に乗り込み、ミスター・オーニタ（Mr. Onita）のリングネームで1981年3月よりテネシー州メンフィスのCWAに参戦。トージョー・ヤマモトをマネージャーに迎え、渕とのコンビでジェリー・ローラー&ビル・ダンディーやロックンロール・エクスプレスとAWA南部タッグ王座を争った。1981年10月からはNWAのフロリダ地区（エディ・グラハム主宰のCWF）に転戦し、渕と組んでジャック・ブリスコ&ジェリー・ブリスコやブッチ・リード&スウィート・ブラウン・シュガーなどのチームと抗争。このフロリダ滞在時、渕は全日本プロレスのレスラーには珍しくカール・ゴッチより指導を受けているが、大仁田は「挨拶にも行かなかった」などと述懐している。
遠征中の1982年3月7日、ノースカロライナ州シャーロットにて、チャボ・ゲレロの持つNWAインターナショナル・ジュニアヘビー級王座に挑戦、セコンドに付いたテリー・ファンクの目前で、敵地でのタイトル奪取を成し遂げた。王座奪取後、日本に帰国する前にメキシコ遠征を行い、サングレ・チカナに王座を一時奪われるものの、すぐに奪回している。
このベルトを引っさげて凱旋帰国した大仁田は、当時ライバル団体の新日本プロレスで爆発的人気のあったタイガーマスクに対抗し、ジュニア戦線のチャンピオンとして活躍。ジェイ・ヤングブラッド、ウルトラセブン、チャボ・ゲレロ、ドス・カラス、チック・ドノバン、ジプシー・ジョーらを挑戦者に迎えて防衛戦を行った。佐山タイガーの4次元殺法のような華麗さ、アクロバティックさはないものの、無骨で荒々しく感情剥き出しなスタイルから「炎の稲妻」と呼ばれ人気を博す。馬場やジャンボ鶴田、天龍源一郎に続く全日第4の男として注目されるが、1983年4月20日、東京都体育館でのヘクター・ゲレロとの防衛戦に勝利した後の終了後、リングを飛び降りた際に着地時に足を滑らせ、全体重がかかった状態で膝を床に打ち付けてしまい、左膝蓋骨粉砕骨折をしてしばらく欠場、医師からは再起不能を宣告された。
一度は復帰するも、かつてのような活躍は果たせず、馬場夫妻の勧告により1984年12月2日に引退を賭けて、新王者マイティ井上のインターナショナル・ジュニアヘビー級王座に挑戦するも敗退。1985年1月3日に後楽園ホールで引退式が行われた。馬場は付き人の大仁田を可愛がり、養子にしようと本気で考えており、馬場元子は引退式後に大仁田を抱きしめて涙していたため、馬場夫妻にとっては苦渋の決断だったことがうかがえる。川田利明は1997年2月に週刊プロレスでのインタビューで「大仁田さんが最初に引退した時、元子さんは号泣していた」と語り、その1997年2月に大仁田は自身の愛弟子であるハヤブサを全日本に参戦させようと馬場と交渉の場を持った。その際、馬場は大仁田を邪険に扱うことなく「欲しいものがあったら言いなよ」と大仁田に伝え、ハヤブサの全日本参戦を承諾した。

### FMWを設立
その後、全日時代の知名度を利用してタレントに転向。楽屋での態度を咎められたのをきっかけに小松政夫に弟子入り。2020年12月7日の小松の訃報を受け、「怪我で苦しんでいる時に助けていただいたご恩は一生忘れません。カトレア学園（テレビ東京のドラマ『花の女子校　聖カトレア学園』〈1985年〉）で小松の親分の子分をさせていただいた。そして舞台も出していただいた。芸一筋だった小松さん…心からありがとうございました。ご冥福をお祈りします」と悼んだ。『11PM』等にレギュラー出演するが、この時のタレント活動は長続きせずに辞めてしまう。その後、事業家として一時成功するが、すぐ没落して借金まみれになり、土木作業員や配達員を経てジャパン女子プロレスでコーチに就任。1988年、同じくコーチをしていたグラン浜田との団体内での遺恨の決着をリング上でつけるために、12月3日ジャパン女子後楽園ホール大会の浜田戦で現役復帰した。同時期に、旗揚げしたばかりの第2次UWFの会場へ顔パスで入場しアピールしようとしたが、フロントの係員に「チケットを持っていますか?」と一般ファンと同様の扱いをされ、会場に入れずに門前払いを受けた。
1989年、剛竜馬が率いるパイオニア戦志に参戦して剛と対戦。7月2日、「格闘技の祭典」に参戦して青柳政司と対戦。赤坂の全日空ホテルで記者会見を行って手元にあった全財産5万円の資金でFMWを設立。10月6日、露橋スポーツセンターで旗揚げ戦を開催（対戦相手は青柳）。。1990年8月4日に汐留で行われたターザン後藤とのノーロープ有刺鉄線電流爆破デスマッチで一気にブレイクし、この試合は東京スポーツ主催のプロレス大賞年間最高試合賞を受賞する。その後も川崎球場や西宮球場などの大会場で大掛かりなデスマッチを開催し続けて「涙のカリスマ」や「デスマッチの教祖」の異名で知られ、ザ・シーク、タイガー・ジェット・シン、テリー・ファンクら往年の名選手を招聘して幾多の抗争を展開した。1991年に日本テレビの『天才・たけしの元気が出るテレビ!!』で紹介されて知名度が上がった。
1993年2月の九州巡業中のチーム・カナダとのシングル3連戦の2戦目のザ・グラジェーター戦に辛勝も過密日程による疲労により鹿児島で試合後に倒れ、敗血症で一時危篤状態に。38日間の入院生活を経て、5月5日の川崎球場興行に出場。テリー・ファンクと電流爆破マッチで対戦。
1994年11月1日に新高輪プリンスホテルで、縫合個所「1000針突破記念パーティー」を開催。5月5日の川崎球場大会のメインイベントで5万人を超す観衆の中で天龍源一郎と対戦するも敗北し、一年後の引退を宣言。引退の理由はこのままデスマッチを続ければ本当に死んでしまうと思ったことである。1995年5月5日に、川崎球場で弟子のハヤブサと戦い、2度目の引退。引退試合まで一年間をかけて「引退記念ツアー」を銘打ち、大仁田の試合が見納めになると思ったファンを集めた。
一時は俳優業に専念していたが、ミスター・ポーゴの「引退試合で、ライバルだった大仁田とタッグを組みたい」という願いを叶えるといったアングルで、この一試合限定という建前の元、1996年12月11日のFMW駒沢体育館大会にて2度目の復帰戦を行う（大仁田、ポーゴ、田中正人、黒田哲広組 対 テリー・ファンク、大矢剛功、ザ・ヘッドハンターズ組）。その後も上記を反故にする形でリングに上がり続けたが、荒井昌一社長、ハヤブサ、冬木弘道らとの対立が深まり、1998年11月20日の横浜文化体育館大会を最後に、FMWを追放される。この時の対戦相手は1997年に現役復帰したミスター・ポーゴであった。

#### グレート・ニタ

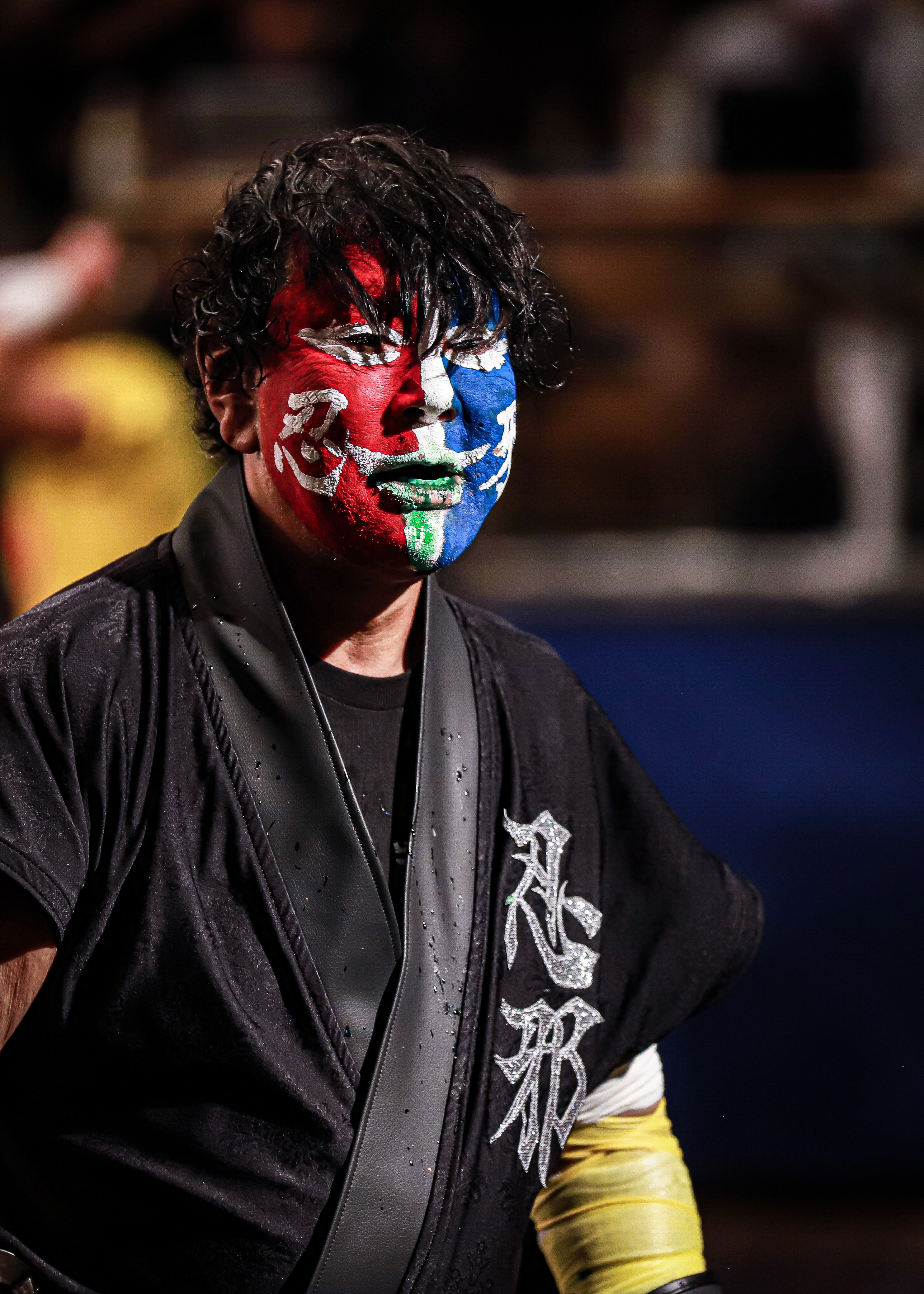
グレート・ニタ（2023.08.23 撮影）

レスラーとしての大仁田厚のもう一つの顔。グレート・ムタのパロディーでもある。漢字表記は「愚礼吐似多」。元々は、FMWが旗揚げして間もない1990年に、大仁田がアメリカ遠征を行った際、現地の試合でムタばりの顔面ペイントを施し試合を行い、当時の『週刊プロレス』の記事に「グレート・ニタ?」と紹介されたことをきっかけとする。その時は、遠征時だけの限定だと思われており、大仁田自身もこの「グレート・ニタ」に関しては全く語ることはなかったが、1994年にミスター・ポーゴとの抗争において12月1日の広島グリーンアリーナ大会で、正式にグレート・ニタとしてのデビュー戦を行う（ニタ、ホー・チー・ウィン組対ポーゴ、大矢剛功組）。素顔の時と違い、奇声を発したり、奇妙な行動などを行い、対戦相手を困惑させるファイトスタイルを用いる。ポーゴの凶器攻撃を受けきった後逆襲に転じる試合展開に徹し、大仁田ではできない残虐な攻撃を仕掛けるところに持ち味があった。
1995年5月1日に大仁田2度目の引退試合に先立ち、大阪府立臨海スポーツセンターにおいてニタの引退試合が行われた（ニタ、田中正人、新山勝利組対ポーゴ、ザ・グラジエーター、保坂秀樹組）。試合後、ニタは大阪湾の彼方に消え、二度と現れないものと思われた。だが、大仁田が現役復帰して新日本プロレスに参戦した際、武藤敬司がニタの存在に不快感を示したのをきっかけに、ニタと本家グレート・ムタとの一騎討ちが決定。その際『ワールドプロレスリング』内では、ニタが消えたとされる大阪南港を舞台にした「ニタ復活」の映像が放送された。その寸前まで真鍋由アナウンサーに対し「お前はグレート・ニタを見たいか!」「ニタは生きている! 今から呼ぶ!」と吼えていた大仁田が、ニタとして大阪湾から現れ、真鍋が驚愕の表情を浮かべる顛末は、もはや奇天烈さすら感じさせる映像となった。
1999年8月28日、神宮球場においてムタ対ニタが行われた（「ノーロープ有刺鉄線バリケードマット時限装置付き電流地雷爆破ダブルヘルデスマッチ」）。しかし盛り上がらぬ試合展開のままニタは敗北し、試合後いつの間にか現れた大仁田は神妙な面持ちで真鍋に対し「お前も人間の心があるのなら、ニタという邪道がいた事を忘れんでくれ」と告げ、真鍋を追い出し棺桶の前で大号泣、そして嗚咽した。
2003年にWJプロレスへの参戦に伴い、「ニタは今魔界から帰ってきた」というアングルで再び復活させ、5月3日のグランキューブ大阪大会で馳浩と対戦し国会議員対決を果たした（結果は「両者反則負け」）。

### フリー時代

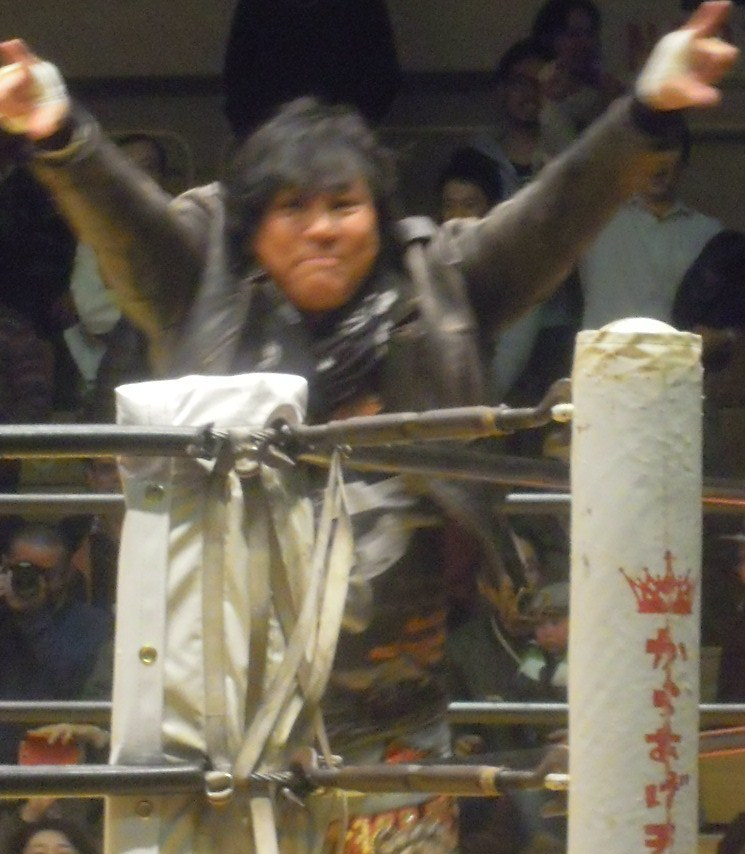
2013年

FMW追放後は、新日本プロレスへ参戦。1999年1月4日の東京ドームでの佐々木健介戦を皮切りに、蝶野正洋、グレート・ムタ、長州力らトップレスラー相手に、メジャーの新日本マットで電流爆破マッチも実現。「大仁田劇場」と称された、真鍋由アナウンサーとのやりとりは、視聴者を楽しませた。新日本参戦とほぼ並行して、一部のインディー団体やFMWのOB・OGたちの協力を得て「大仁田厚プロレスリング」と銘打った自主興行を開催。小規模ながらも団体並みにシリーズを組んで、地方巡業も行った。
2001年に「ジャイアント馬場三回忌追悼興行」で古巣・全日本に16年ぶりの参戦。テリー・ファンクと組み、アブドーラ・ザ・ブッチャー、ジャイアント・キマラ組と対戦した。
2003年にWJプロレスに参加して越中詩郎と電流爆破マッチを行う。
2005年3月26日は、午前中に日本武道館での明治大卒業式に出席し、午後は後楽園ホールでプロレス興行「プロレス卒業試合」を行う。試合は矢口壹琅と組んで天龍源一郎&越中詩郎と対戦する「ノーロープ有刺鉄線ストリートファイトトルネード・バリケードマット・ダブルヘル・デスマッチ」で、これで3度目の引退となったが、すぐに「曙太郎とデスマッチをやりたい」と発言するなど、誰も本当に引退したとは思っていなかった（曙とのデスマッチは後述の通り2012年に実現している）。
2006年に大方の予想を裏切らず、「国のために死んでいった方々に礼を尽くす、記念すべき大会。もし良かったら参加させてほしい」と、4月1日の靖国神社奉納プロレス大会への参加を中村祥之代表らに直訴し、「大仁田厚提供奉納試合」として3度目の復帰戦を行う（大仁田、田中将斗、ランジェリー武藤組 対 ケルベロス、ヤセ矢口、イチローキング矢口組）。当初はやはり「この一試合限り」ということだった。
2007年1月に正式にプロレスラー復帰を宣言。2月に行われるプロレス団体・二瓶組復活興行に参戦。それまで認める発言をしていた曙に対し「プロレスにはいらない存在、年内に葬り去る」と発言。4月29日に夕張市でチャリティー興行を自主興行で開催する。自らも出場したメインの有刺鉄線デスマッチに、衆議院議員の鈴木宗男を特別レフェリーに迎えて試合を繰り広げた。
2008年2月5日、都内会見にて現役復帰を発表（通算5度目）。同月24日のLOCK UP後楽園大会に予告通り乱入し、長州力宛てにタッグ結成を申し出る手紙を渡す。乗り気な発言は見られなかった長州だったが、後日、リキプロ道場にて長州と対面しタッグ結成をほのめかした。4月、金村キンタローの強制猥褻事件からの復帰を思わしくないとする発言に、金村本人が激怒。後に開かれた大仁田の会見に金村が乱入し一触即発となった。5月、LOCK UPの大会にて、金村・折原昌夫vs大仁田・越中がメインに組まれたが、結果は大仁田が毒霧攻撃で反則負けとなった。この2月の会見後、フリーとなった若林健治アナ（元・日テレ）との掛け合いから、「大仁田劇場」も復活となった。
12月18日、「昭和プロレス 第2弾興行」後楽園ホールでメモリアルタッグマッチ（20分1本勝負）に出場。栗栖正伸とタッグを組み、グラン浜田&鶴見五郎組に敗退した。
2009年9月26日、「大仁田興行」新木場大会。メイン終了後にターザン後藤が姿を現し、大仁田と握手した。
2010年5月5日、「大仁田興行」新木場大会で、ターザン後藤と組みザ・グレートパンク（バンジー髙田）＆初代ザ・シューター組と対戦し、「6度目」の引退試合を行うが、すでにカムバックを匂わす発言もしている（過去にプロレス雑誌で“生涯現役”と豪語しており、カムバックの可能性大だと予測されている。ターザン後藤から大仁田の引退はFMW時代から全く認められていない）。11月22日、ミス・モンゴルのデビュー15周年記念興行で、田中将斗&黒田哲広&ミス・モンゴルと組み、ミスター・ポーゴ&リッキー・フジ&ジ・ウインガー&保坂秀樹組と対戦。
2012年初頭からは、リアルジャパンプロレスでの佐山聡、ZERO1での曙との抗争を立て続けに宣言したことをきっかけに、「邪道軍」としての活動を活発化。主に矢口壹琅、保坂秀樹を手下として行動を共にする機会が増加する。6月20日に初代タイガーマスクとデンジャラス・スペシャル・ランバージャックデスマッチで対戦するが敗北、曙との抗争でも、8月26日「横浜大花火」（横浜文化体育館）にノーロープ有刺鉄線バリケードマットダブルヘルメガトン電流爆破デスマッチで対戦し敗れ、この2件の抗争は継続する。2012年8月より大仁田の興行は「○○大花火」（○○は開催地や開催地の名産品などが入る）となり、ファースト・オン・ステージが協力し、ファースト・オン・ステージが運営するZERO1が協力している。
2013年2月8日「なにわ大花火」（大阪府立体育会館第一競技場）において、曙と再戦。そのときの試合形式は、「ノーロープ有刺鉄線電流爆破なにわ地獄デスマッチ〜有刺鉄線電流爆破バット＆有刺鉄線電流爆破椅子〜」で、従来の電流爆破デスマッチのシチュエーションに加え、衝撃を加えることで電流爆破が発生する有刺鉄線を巻きつけたバット及びイスをリング上に設置した状態で行う前代未聞のものであった。この試合で大仁田は有刺鉄線電流爆破バットでの一撃で曙を下し、リベンジを果たす。8月31日「横浜大花火」（横浜文化体育館）おいて、大仁田厚の化身「グレート・おおニタ」と、曙の化身「KILLER "ANY" WHERE」による「ノーロープ有刺鉄線メガトン電流爆破＆史上初！ 人間爆弾デスマッチ」も行われ、大仁田は全日本プロレスの白石伸生オーナーを人間爆弾に指名。この人間爆弾とは、爆破ベストを着た人間が衝撃を受けると、ベストが電流爆破されるという仕組みで、その人間爆弾を先に爆破させた者が勝利するという特別ルールが設けられる。試合では、白石オーナーが自らおおニタにタックルを浴びせ被爆、ダウンした白石オーナーにおおニタが覆いかぶさりカウント3が取られる形で幕を閉じた。5月からは、葛西純による大仁田への批判コメントをきっかけとして、彼が率いる「unchain」と邪道軍による抗争がプロレスリングFREEDOMSにて勃発。この最中に同団体の所属レスラーであるマンモス佐々木が邪道軍へ寝返ったことから、FREEDOMS全体との抗争へ発展した。
だが、さ程盛り上がらなかった。8月1日「しゃちほこ大花火」（名古屋国際会議場）10月14日「越後大花火」（朱鷺メッセ）、12月13日「常陸国大花火」（茨城県立スポーツセンター体育館）、2014年3月21日「とんこつ大花火」（博多スターレーン）を開催した。
2014年、東スポ紙上で「還暦電流爆破を持って一線を引く」と発言し7度目の引退を示唆し、電流爆破を引き継いでもらいたいとして後継者探しをしていることも明らかになった。
2015年から大花火を爆破規模を2倍にパワーアップした「超花火プロレス」として3年以内の団体化を宣言（ZERO1およびFOSとの提携関係は継続）。新たなベルト「爆破王」を製作し、1月23日「なにわ超花火」（大阪府立体育会館第二競技場）において初代王座戦が髙山善廣との「ノーロープ有刺鉄線電流爆破ダブルバット・ダブルヘルデスマッチ」によって行われ、髙山が初代王座に輝いた。3月21日「とんこつ超花火」（博多スターレーン）において、爆破王選手権「ノーロープ有刺鉄線電流爆破マッチ」で勝利して第二代爆破王を戴冠した。3月22日に行われた全日本プロレス博多スターレーン大会に来場、全日本プロレスの若手につまみ出されそうになるもチケットを誇示し観客であることをアピール（FMW時代の「チケット持ってますか」事件のオマージュ）。秋山準社長へ電流爆破への招待状を持参した（タッグパートナーの大森隆男が受け取った）。4月に旗揚げされた「超戦闘プロレスFMW」に参加。5月23日「大江戸超花火」（大田区総合体育館）において、同郷の長与千種とのコンビでダンプ松本&TARUとの「男女混合電流爆破デスマッチ」に勝利。6月25日、超花火プロレス・ZERO1・FMWの業務提携を発表。
2016年8月26日、ファイヤープロレスリングを旗揚げしたが、同年11月29日に、2017年10月ごろに富士通スタジアム川崎で開催予定の「さよなら大仁田、さよなら電流爆破」興行で現役引退の意向を表明。大仁田の引退は7年ぶりで通算7度目である。なお、正式な引退試合は10月31日後楽園ホール大会となり、大仁田はKAI&鷹木信悟と組み藤田和之&ケンドー・カシン&NOSAWA論外組を相手に戦い最後は論外に勝利した。
2018年9月28日、ファイトマネーを貰わないボランティアレスラーとしてだが7度目の現役復活を宣言した。
2019年2月19日、「ジャイアント馬場没後20年追善興行」第3試合に出場。同年2月22日、変形性膝関節症の治療のため、佐賀県内の病院で両ヒザの人工関節置換術を受けた。
2021年12月31日、日本武道館で開催の『ももいろ歌合戦』（BS日テレ・ニッポン放送・ABEMAなどが生中継）にて、青木真也と「ノーロープ電流爆破デスマッチ」にて対戦。
2023年4月29日、FMWEホーム第8戦「THE DAWN」の試合後のリングで腹部大動脈瘤を患っていることを公表。4月30日に入院、5月9日に手術を行う。

## 政治家として
2001年7月29日に実施された第19回参院選に比例区で出馬、初当選。「小泉チルドレン」の一人となった。元参議院議員平野貞夫によると、当初は自民党からではなく小沢自由党から出馬することが決定していたが、大仁田が仕事の金銭問題を理由に出馬断念を表明した（平野によると大仁田は他党から出ないことを明言していた）。しかしその直後に自民党から出馬を表明してこの約束を反故にしたという。同選挙では自由連合より佐山聡も出馬していたことから、かつてのライバル関係を知るファンから注目を浴びたが、双方とも互いの出馬にほとんど触れず、大仁田のみ当選した。
2005年8月8日、参議院本会議での郵政民営化関連法案採決を棄権。理由は「離島の郵便局が守られないから」とされる。2006年参議院自民党副幹事長に就任。2007年6月23日、次期参議院選挙に不出馬、政界引退を表明。9月7日、自民党を除名された。

### パフォーマンス
- 2001年7月の参院選に出馬の際、「当選したら猪木と闘う」という選挙公約を掲げていた。
- 「当選したら学生服で登院する」とも主張していたが、初登院時はスーツ姿で登場。以後一度も学生服で議員活動をすることはなかった（本人は著書の中で学生服を着て登院して良いかどうかを議院運営委員会に尋ねたが、議院運営委員会側は「学生服は戦闘服とみなし、それを着て登院してはならない」と回答して学生服を着ての登院は却下されたとのこと）。
- 2003年7月25日、参議院外交防衛委員会でイラク特措法案（イラクにおける人道復興支援活動及び安全確保支援活動の実施に関する特別措置法案）の採決で、委員長の護衛役としていたが強行採決となり、自由党（当時）参院議員の森裕子に、髪の毛をつかまれ頭を殴りつけられた。これに対してはマスコミのインタビューを通して、森に猛抗議を行っている。
- 2005年8月8日、参議院での郵政民営化法案（郵政国会）の採決に棄権した後、国会議事堂からの中継で『ワイド!スクランブル』（テレビ朝日）に生出演した。スタジオゲストとして出演していた浜田幸一から「議決権を行使しない者に議員の資格はない」、「反対なら反対できちっと明確に意思表示をする。それが、あなたの長崎県の代表としての務めだ」と採決を棄権したことを咎められた。その際、大仁田は浜田に対し「でも、僕は小泉さんの子供ですから…僕には裏切れなかったんですよ」とカメラに向かって激昂した。その様子を見た浜田は再度、「何でお前がそこで怒鳴るんだよ」と大仁田を咎めた。冷静を取り戻した大仁田は、その後「すいません」と謝罪し、テレビカメラの前から立ち去った[21]。
- 参議院での法案採決前に「衆議院が解散されたら離党する」と発言したが、実行せずに本人の公式ウェブサイトに非難の書き込みが殺到した。
- 郵政民営化法案採決前に「小泉総理に直談判する」として面会を求めたが、事前告知無しだったため断られる。法案否決直後は涙を流して小泉首相の強権的手法を批判した。しかし、第44回総選挙で自民党有利の情勢が伝えられると、掌を反してこれまでの発言を撤回し、「民営化こそ改革です」と主張して片山さつきの応援に出向いた。当然ながらこの変節振りに非難が集中した。さらに、総選挙後法案採決に棄権したことに関して、自民党の党紀委員会より戒告処分を受けた。
- 当時自民党衆院議員であった杉村太蔵の軽率な言動に対し、彼の教育係を自ら買って出た。しかし杉村本人と党幹事長だった武部勤は全く無視し、そのため武部に抗議文を提出した。
- 杉村の事務所に訪問した際、杉村本人が不在であったため、マスコミに囲まれる中で不満を爆発させた。それ以外にもさまざまな行動で、杉村・武部を批判していた。
- マスコミから「（杉村への言動が）パフォーマンスなのでは?」という質問を受け、「パフォーマンスですよ。パフォーマンスしてなんで悪い」と開き直りとも見られる発言をした。
- 2005年12月22日、共同通信は2006年2月の長崎県知事選挙に大仁田が立候補を検討していることを報道した。このことは、大仁田の関係者が長崎市内で開かれた知事選の立候補予定者説明会に出席していることから、明らかになったものである。
- 2006年1月10日、長崎県知事選挙への立候補見送りを表明。金子原二郎知事（当時）が自身の掲げた政策の取り入れを検討するとしたため。

### 政界引退
2007年7月29日の第21回参議院議員通常選挙では初当選時に引き続き比例区での公認が内定していたにもかかわらず、6月23日に記者会見を開き突如政界からの引退を表明した。
通常国会の会期延長により当初は7月22日に予定されていた投票日が1週間ずれ込んだことなどを理由に安倍内閣への不信感が強まったとしているが、スキャンダル（後述）が6月25日に週刊ポストに掲載予定で、当選の見込みがなくなったための身引きであることは明らかであり、この行動は批判を浴びた。会見の中で「自分は若者の代表だ。夏休みでは若者の投票が減る」といった発言をしているが、当の本人が当選した2001年の参議院選挙の投票日も7月29日である。このことを大仁田本人が自覚しているのかは不明である。
6月25日発売の『週刊ポスト』に、大仁田が国土交通省のキャリア官僚とキャバクラ嬢やAV女優を自宅の高級マンションに招き乱痴気騒ぎを起こしたことを報じられた。
7月17日に党本部に離党届を提出した。その後は野党候補の応援演説（民主党公認の森裕子。大江康弘や同党、新党大地、国民新党推薦の多原香里など）をしていた。9月7日に、前述の野党候補の応援を理由に、党紀委員会全会一致で自民党を除名された。提出され党本部預かりとなっていた離党届は不受理。

### 長崎県知事選出馬
政界引退後、故郷である長崎県でテレビやラジオの出演、地元紙への登場など精力的に活動を行う。景気低迷で中小企業等が厳しい状況に苦しむ姿を目撃し、長崎の再生を決意したとされる。
2009年10月20日、2010年2月の長崎県知事選挙に無所属で出馬する意向を固めたことが明らかになり、2010年2月4日に正式に立候補を届け出。松山千春の応援を受けた。2月21日に執行された選挙では9万8200票を獲得したが6人中3位となり落選した。

### その後の政治活動
2015年10月、千葉県袖ケ浦市長選挙への立候補を検討していることを表明したものの、その後断念している。
2016年、愛弟子の保坂秀樹が同市議選に挑戦することとなった。イジメ撲滅を掲げ、プロレス教室で子どもたちを指導している保坂らしく、子供たちがスポーツを通して学んでいける袖ケ浦市にしたいという。大仁田は、当時メディアを騒がせていた政務調査費の問題に触れ、「絶対に政務調査費には手を出すな。1円たりとも1銭たりとも政務調査費は明確にしろ」とアドバイス。
2018年4月15日、佐賀県神埼市長選挙に無所属で立候補したが、現職の松本茂幸に敗れ落選（松本：9002票、大仁田：8025票）。

### 政治家時代のメディア出演
- 月刊誌『サイゾー』内の「ニュースのミカタ」
  - 2006年12月号：中川昭一政調会長の核武装論問題についてコメント
  - 2007年1月号：教育基本法改正問題についてコメント
  - 2007年2月号：安倍政権100日目の総括についてコメント

## 人物
- 大仁田がプロレスラーになろうと決心したのは、「子供の頃1967年4月に放送された『ウルトラマン』の最終回で初代ウルトラマンがゼットンに敗れたシーンを見て衝撃を受け、そのためウルトラマンの仇を討つために打倒ゼットンを志した」としている。最終回を見たその日からバケツにセメントを入れた自作のバーベルを使ってトレーニングを始めたという程である[30]。同じプロレスラーの前田日明にも同様のエピソードがある。
- ある時急性扁桃炎で倒れて手術を受けたが、医師から許可を得て普通の食事を採れるようになった時にうな重と味噌汁を口にしたら、まだ喉についていたチューブから味噌汁の具材であるネギやウナギの骨が出てきた。食物が患部に障り病気が悪化したため、医師からは「70％の確率で死んでいた」と言われたという[5]。
- 1990年8月29日、プエルトリコにてWWCのオフィスを訪れた際、ブルーザー・ブロディ刺殺事件の実行犯だったホセ・ゴンザレスによって、腹部をナイフで刺されるという事件が起こる[31]。当時、大仁田はFMWでミスター・ポーゴ率いる「プエルトリコ軍団」と抗争しており、その決着戦が同年11月5日のFMW1周年記念興行で予定されていた。この事件は、その前人気を煽るためのアングルであり、ゴンザレスのFMW登場も示唆していたが、ブロディの死を利用したとしてファンや関係者の大きな反感を買い、ゴンザレスの参戦は実現しなかった[31]。
- 1992年12月、大阪府立体育会館で行われたFMWの「世界最強ストリートファイトタッグリーグ戦」決勝でグリゴリー・ベリチェフとのタッグで優勝し、試合後にその勢いで道頓堀川に飛び込んだ。しかし、この事で大仁田の傷口に細菌が入り込んだため重症となり、一時危篤に陥る事態となった[32]。
- 滝沢秀明が追っかけをしていた（本人の頁、人物欄参照）。

- 若手時代の渕正信とのシングル戦は前座の黄金カードと呼ばれ、当時は「全日の興行を観戦して前座に渕対大仁田のシングル戦が組まれていたら得をしたと思っていい」といわれる程、渕と好勝負を繰り広げた。
- 若手時代ミル・マスカラスが控え室でシャワーを浴びているときに勝手にマスクを被っていたら、素顔のマスカラスに見つかり、こっぴどく怒られた。
- 馬場の付き人時代、馬場の試合用パンツを旅館に忘れてきたため、外国人レスラーのパンツを黙って借りてきて、馬場に履かせた。その頃、馬場は何事もなかったかのように見事に勝利を収めたが、何か違和感を覚えたため、これが試合後に発覚し、馬場に怒られ、空手チョップを受け、3日間口を利いて貰えなかった。その後、今度は馬場の衣服を忘れた時に、今度は正直に告白し土下座して謝ったら、黙って許して貰えた。それどころか馬場はその時の巡業中、団体のジャージでずっと過ごしたという。大仁田はこのことから「馬場さんに人として大切なことを教わった」と回顧している。
- 馬場の付き人時代は先輩たちから随分とやっかみを受けていたようで、先輩レスラーは誰も大仁田を食事に誘わなかった。尤も、本人によると馬場夫婦に付きっきりであったとのこと[5]。
  - 付き人時代の思い出として、馬場に帯同して様々なご馳走を食べたことを7度目の現役復帰後に語っている。呉服屋の息子で裕福な家庭に育ち、当時としては高級であったタンシチューも普通に食べていた大仁田としてもご馳走の旨さは衝撃的であったという[5]。
- 自らの体を傷つける（傷つけられる）ことで観客のヒートを誘うファイトスタイル、膝の怪我による引退、1年間に及ぶ引退シリーズ、そして幾度かの復帰など、プロレスにおける行動は、NWAインターナショナル・ジュニアヘビー級王座を獲得する際にサポートしていたテリー・ファンクとの共通性が強い。
- 1989年「格闘技の祭典」で青柳との異種格闘技戦は、大仁田側のセコンドは若手時代のスペル・デルフィン、邪道、外道が付き、青柳側のセコンドに佐竹雅昭、松永光弘がいた。試合終了後の両セコンド陣がリング上に殺到して入り乱れて大乱闘を繰り広げ、陰ながら「夢のカード」が実現した。
- 全日本のジュニア戦線で売り出した頃は、片岡鶴太郎に顔が似ていると言われた。その当時のトレードマークは臀部に「ONITA」と書かれた白、黒、もしくは青いショートタイツだった。FMWでのカムバック後は、その青いショートタイツに白いタンクトップが加わった。当時、バラエティ番組で芸能人がプロレスの物真似をする際、ダチョウ倶楽部の上島竜兵は、よく大仁田に扮しており、白いランニングシャツとやはり臀部に「ONITA」と書かれた青いタイツを履き、さらに額に大きな絆創膏を貼り付けた格好で登場していた、同じく芸人の我が家の杉山裕之が大仁田に似てるとイジられるネタがあり、2011年2月6日放送の『クイズ☆タレント名鑑』のコーナー「芸能人! このオファー引き受けた? 引き受けなかった?クイズ」で「我が家に入った大仁田厚」のオファーを承諾し、杉山と入れ替わり我が家のコントをやった。それが杉山との初対面であり、大仁田自身も杉山に似てるとよく言われるとのこと。
- 1992年に来日しユニバーサル・プロレスリングに出場したメキシコ人ルチャドール、ロッキー・サンタナは大仁田に風貌が似ていると話題になり、会場で大仁田コールが発生し、本人も意識したのか、大仁田が行っていた水を口に含んで吹き出すパフォーマンスを行い、「偽大仁田」と呼ばれ親しまれた。大仁田が全日を退団した後、1998年に来日し、全日に出場したアメリカ人レスラーのミッチー・スノーもジュニア王者時代の大仁田に風貌が似ていたため、「白い大仁田」と呼ばれている。
- 2003年の試合中、当時大仁田の秘書であった中牧昭二がセッド・ジニアスに暴行し、その後大仁田がメールで恐喝を行ったとしてセッド・ジニアスから告訴される。大仁田も反訴する意思を見せていたが、2007年3月15日、最高裁判所第一小法廷（裁判長・泉徳治）は、大仁田側の上告を棄却する決定をした。これにより、セッド・ジニアスを蹴った中牧昭二の不法行為と大仁田の使用者責任を認めて78万円の支払いを命じた一、二審判決が確定した、後に中牧は大仁田の秘書を辞め自由民主党静岡8区選出塩谷立の公設第一秘書となった。
- 長崎県出身のレスラーとも関係が深く、大村市出身の長与千種は、前述の電流爆破デスマッチ後に大仁田絡み限定で現役復帰を表明した他、森山町（現：諫早市）出身の阿修羅・原からも2009年に激励の電話を受けたことを自身のFacebookで明かしている。

## 評価
人によって好き嫌いがはっきりと分かれるタイプのプロレスラーだが、ドラマに出演し巧みな演技を見せる等、一般的な知名度は比較的高く、かつては「大仁田信者」と呼ばれる熱狂的な支持者も多かった。特にFMWを興して以降は、それが奇跡のカムバックと捉えられただけでなく、「大好き」とまで公言したプロレスに対して身を投げ打つかのような姿勢が強く支持された。
「テレビ番組がなければプロレス団体運営は出来ない」と言われていた時代に、奇抜なデスマッチやパフォーマンス、様々なテレビ番組への出演により、プロレスに興味のなかった若年ファンの裾野を広げFMWの経営を軌道に乗せたことを評価すべきだという意見が存在する。FMWが対立概念となり、伝統ある他団体の観客動員増にもつながり、業界全体への功績は大きかったとの評価もある。
逆に否定的な評価・意見としては、FMWが成功したために、後にインディープロレス団体が乱立する遠因となったとするものがある。さらに、FMWでの活動は流血やパフォーマンスが派手でデスマッチ中心であったために「邪道」と呼ばれ、キワモノとする意見も存在した。
新日本参戦後はストリートファイトを強調すべく、「邪道」と背中に大きく書かれた黒の皮ジャンと「EVIL WAYS」と記されたジーンズがトレードマークとなった。入場時は、場内禁煙の会場でも煙草を燻らすパフォーマンスで観客の意表を突いた。これの新日本側も一度は遺憾の意を示したが、大仁田は「俺は東京ドームで煙草が吸いたい」と頑として譲らず、後の東京ドーム大会の入場時は、吸殻がいつ捨てられても対応するため、大きな鉄板の灰皿を持ったスタッフが花道の下で大仁田の動きに合わせて歩く光景も見られた。「邪道」の黒皮ジャンは、2006年4月1日の靖国神社プロレス大会で、一回盗難に遭っている。
礼儀を重んじる人物であり、同期の長州力は年長であることから、敵対時でも「さん」の敬称を用いるなど基本的に敬語で接している。長州も「さん付けで呼んでくれるのか?」と唖然とし、蝶野正洋、橋本真也、松野行秀らの後輩レスラーも「さん」で呼ぶこともある。
1985年に初めて引退してから7度に渡る復帰と引退を繰り返している。そのため大仁田の引退宣言はあまり信用されず、メディアからも疑念を持たれる程である。2017年10月に引退した際は高齢であることと体調面から復帰は絶対にない完全引退であるとしていたが、2018年9月に7度目の復帰を発表した。

## メディア出演
芸能活動も積極的に行い、NHKの大河ドラマ『秀吉』では蜂須賀小六役を演じた。現在もタレント活動は続けており、時に番組のゲストであるゴージャス松野に椅子を投げつけるなどの暴力的な言動をとり、他のゲストから一斉に非難を浴びるなど（その後両者は互いに握手を交わして和解）、今もその破天荒さは健在である。しかし、その一方で吉田豪や杉作J太郎などは大仁田を「リング内よりもむしろリング外の方がガチンコの人物で、下手に絡むことが出来ない。天性のアドリブ能力で渡り歩いてきた人物のため、突発的にとんでもない行動を起こすことがある」と評価している。

### テレビドラマ
- 花の女子校 聖カトレア学園（1985年 - 1986年、テレビ東京）
- 月曜ドラマランド「意地悪ばあさん もう沖縄は夏の色の巻」（1986年、フジテレビ）
- 往診ドクター事件カルテ（1992年、テレビ朝日）
- 素敵な恋をしてみたい（1992年、TBS）
- 秀吉（1996年、NHK大河ドラマ） - 蜂須賀小六 役
- ひと夏のプロポーズ（1996年、TBS）- 渡辺浩美 役
- コーチ 最終回（1996年、フジテレビ）- 沢口 役
- 彼 -KARE-（1997年、フジテレビ） - 和田太郎 役
- タイムキーパーズ （1997年、フジテレビ） - 剛田刑事
- ボディーガード（1997年、テレビ朝日）- 石田六郎 役
- 金曜エンタテイメント「大家族デカ1」（1997年） ‐ 南正樹 役
- LOVE&PEACE（1998年、日本テレビ）
- いい旅いい夢いい女　北海道を転々と歌い歩く女三人の珍道中（1999年1月2日、NHK）
- 次郎長三国志（2000年、テレビ朝日） - 相撲常
- 連続テレビ小説・私の青空（2000年、NHK）- 無法松 役
- 八丁堀の七人第2シリーズ 第1話「連続誘拐の謎!?帰ってきた人情同心」（2001年、テレビ朝日） - 三次
- 史上最悪のデート9th DATE　お姉さまと水着DEデート（2001年2月4日、日本テレビ）- 医者 役
- 月曜ドラマスペシャル・内田康夫サスペンス「「萩原朔太郎」の亡霊」（2002年2月18日、TBS）- 神谷文蔵 役
- 浦安鉄筋家族 2発目（2020年4月18日、テレビ東京） -  大谷暑司　役

### 映画
- 刑事物語 くろしおの詩（1985年・東宝) - ヤクザ 役
- 幕末青春グラフィティ Ronin 坂本竜馬（1986年・東宝） - 大里（伝令）役
- ダンガン教師（1995年） - 犬神弾丸役
- Zero WOMAN 警視庁0課の女（1995年） - マスター 役
- 極道ソクラテス（1996年・日活） - 菊地ソクラテス竹男 役
- モスラ3 キングギドラ来襲（1998年・東宝） - 園田雄介 役[1]
- Monja（2006年） - 監督/出演 大仁田厚 役
- トリック劇場版2（2006年・東宝） - 大仁田厚（政治家としての本人役）役
- attitude（2008年） - 大仁田厚 役
- まぼろしの邪馬台国（2008年） - 人夫 役
- 実録マフィアンヤクザ劇場版 PUBLICENEMIES（2012年） - ヒットマン 役
- デイズ 私がアイツになった時…（2014年） - 矢口敦 役

### Vシネマ
- 実録・山陽道やくざ戦争 覇道（2003年）
- ジャングルクロウ!（2010年） - ハウンド 役
- 万引きGメンは見た!（2012年）
- 西成の顔(つら)（2012年） - 東尾組組長代行 東尾誠二 役

### ゲーム
- 大仁田厚 FMW（スーパーファミコン）※ゲーム中にプロレスラーとして本人が登場
- 新日本プロレスリング闘魂列伝4（ドリームキャスト、NAOMI）※ゲーム中にフリーランスのレスラーとして本人が登場、選手名鑑で本人のコメントも聞く事が出来る
- いつでもどこでも 大仁田厚の政治クイズDS（ニンテンドーDS）※監修も務めた

### バラエティ
- マジカル頭脳パワー（日本テレビ）
- 志村けんのだいじょうぶだぁ（フジテレビ）
- 大仁田厚のファイヤーランド（長崎文化放送）
- ぶらり途中下車の旅 京王線・西武池袋線編（1997年 - 1998年、日本テレビ）
- 開運!なんでも鑑定団（1997年11月25日、テレビ東京） - 1992年に百里基地で慰問試合を行った時に隊員から贈られたF-4戦闘機の操縦桿を鑑定に出す。
- BSマンガ夜話（1998年5月28日、NHK BS2） - 『俺の空』の回にゲスト出演。
- 2COOL!（東海ラジオ）
- すんげー!Best10司会（朝日放送・1995年、わずか3か月で降板）
- 大仁田厚のクルージング・ナガサキ（1998年4月 - 1999年10月、エフエム東京）[33]
- バリキン7 賢者の戦略（TBS）
- ここがヘンだよ日本人（TBS）
- サバドル!（テレビ東京）
- 復活の日（2008年 - 2009年、TBS）

### スポーツ番組
- 激生!スポーツTODAY（テレビ東京）

### CM
- ミニストップ「ソフトクリーム」(1993年、音声のみ)
- NTTドコモ「ポケットベル」（北海道）（1995年）
- 山之内製薬「マキロン」（1996年）
- 三菱電機「ルームエアコン 霧ヶ峰」（1996年）
- 居酒屋「白木屋」
- 千葉県警「シートベルト」対策CM
- ウィルソン「ポリマーコート」（主要都市部）（2000年）
- 西部ガス「ガスファンヒーター」春夏秋冬 各一編（九州地区）（2000年）
- 森永乳業「ビヒダス菌」（声録）（2000年）
- キリンシーグラム「TWO DOGS レモン発泡酒」（声録）（2000年）
- MSN「秋季キャンペーン」（2000年）
- パチンコ「マックスグループ」（北海道、東海地区）（2000年）
- 中古車「ファーストモータース」（石川県）（2000年）
- 俵屋農場「赤じゃが」（2000年）
- UHA味覚糖「ぷっちょ」（2009年12月9日）
- ゼニマックス「サイコブレイク」（2014年10月17日）

## 得意技

### 全日本プロレス時代
ジャーマン・スープレックス
ジュニアヘビー時代の大仁田のフィニッシュ・ホールドだった。今では信じられないがブリッジの美しさに定評があった。しかし膝の重症以降はブロック・バスター・ホールド、羽折式風車固めのような他のブリッジ技と共に永遠に封印された。
ダイビング・ヘッドバット
ハーリー・レイスのように、その場やコーナー二段目から放つタイプ、ダイナマイト・キッドのようにコーナーポスト最上段から放つタイプなど、色々と使い分けていた。
ブロックバスター・ホールド
ブロックバスターで投げたあと手を離さず、そのままブリッジの態勢でフォールを奪う。ジャーマン・スープレックス同様、ジュニアヘビー時代にフィニッシュとして多用していた。
サンダーファイヤー1号
カナディアン・バックブリーカーの体勢に抱え上げ、そのまま後方に倒れ込んで相手の背中を痛打させる技。TVゲームでも「サンダーファイヤー」として登場したことがある。
サンダーファイヤー2号
カナディアン・バックブリーカーの体勢に抱え上げ、前方へ走りながら倒れ込み相手を放り投げる。後のサンダーファイヤーパワーボムの原型となった技。
羽折式風車固め
ダブルアーム・スープレックスで相手を投げた後、両手を離さずブリッジで決め、そのままギブアップを奪う。一見前田日明のリバース・アームサルトに似ているが、こちらは相手の首を自分の脇に挟み低い態勢から素早く投げるヨーロッパ式ダブルアーム・スープレックスの後、3カウントを奪うものである。上記の通りジャーマン・スープレックス、バック・フリップ・ホールド同様、膝の重症以降は封印された。
トペ・スイシーダ
NWAインター・ジュニアヘビー王者としてメキシコに転戦した際、身に付けたもの。大仁田のトペ・スイシーダは体を捻りながら放つため、ショルダー・スイシーダのような感じで相手に見舞っていった（天龍のトペと似ているが、無論使い始めたのは大仁田の方が先である）。FMW以降の試合でも、まれに使うことがある。
フライング・ボディ・アタック
トペ・スイシーダ同様、メキシコに転戦した際、身に付けたもの。相手をロープに飛ばしてのカウンター式、コーナートップからミル・マスカラスのように放つタイプなど様々に繰り出した。ダイビング・ヘッドバット、トペ・スイシーダ同様に、この時期何かと比較された初代タイガーマスクへの対抗心がうかがえる技であった。
ミサイルキック
当時はこの技を切り札にしていた先輩のジャンボ鶴田に影響を受けたのか、鶴田同様のスクリュー式ミサイルキックをNWAインター・ジュニアヘビー級選手権で良く用いた。タイトルを巡ってライバルだったチャボ・ゲレロとの試合では、必ずといっていい程繰り出していた。
エルボー・バット
組み合い、接近戦でよく用いた。特にザ・ファンクス仕込みのエルボー・スマッシュは、大技への繋ぎ、反撃の糸口として多用した。
トラース・キック
試合の流れを変えようとした際に用いた。その場で蹴るパターンと、ロープへ振ってからのカウンターで蹴るパターンがあったが、現在は膝の負傷もありほとんど使用していない。
この他にも、チャボ・ゲレロからNWAインターナショナル世界ジュニアヘビー級王座を奪取した際のフィニッシュである高角度前方回転エビ固め、同王座がNWA本部預かりから名称をNWAインターナショナル・ジュニアヘビー級王座に変更してチャボ・ゲレロと行われた新王者決定三番勝負の3戦目では逆さ押さえ込みで新王者になるなど、ジュニアヘビー選手らしいトリッキーな逆転フォール技もかなり多用していた。

### FMW時代以降
サンダーファイヤー・パワーボム
通称TFPB。通常のパワーボムのように相手を自らの頭上にまで持ち上げるのではなく、カナディアン・バックブリーカーの体勢に抱え上げてからパワーボムを決める。全日時代のサンダーファイヤー1号・2号をアレンジした技であるが、本来の形式で放っていたのはFMW時代初期までで、94年頃からは徐々に通常の形式のパワーボム（対戦結果はTFPBと記載された）を放つようになっていった。
DDO（デンジャラス・ドライバー・オオニタ）
「DDT」の大仁田式の名前。頭を抱え込んでから後方に転がるのではなく、そのまま垂直に落下させるのが特徴。
ノータッチ・ヘッドバット
相手を掴んだりせずに、目標に対して額から突っ込むかのように、至近距離から放つ。連発することも多い。連続で繰り出すのが定番だが、3発目以降に相手に透かされて有刺鉄線や電流爆破に突っ込むのも恒例となっている。
有刺鉄線バット
有刺鉄線を巻いたバットでの殴打。爆破の仕掛けが施されている場合もあり、その時は相手に当たると派手に花火を散らす。2010年代から使い始め、加齢や肉体の衰えもあり自身の体重が落ちたことでサンダーファイヤー・パワーボムを仕掛けることが困難な重量級の相手に対してのフィニッシュとして用いられる場合が多い。
毒霧
グレート・ニタの時に使っていた反則技だが、その後は素顔の状態でも多用するようになる。グリーン、レッドの毒霧をよく使う。

## タイトル歴
- AWA南部タッグ王座[6]
- NWAインターナショナル・ジュニアヘビー級王座[10]
- WWA世界ブラスナックル王座
- WFDA世界マーシャルアーツ王座
- WFDA世界マーシャルアーツタッグ王座
- 世界ブラスナックル王座
- 世界ストリートファイト6人タッグ王座
- ボブワイヤーストリートファイト6人タッグ王座
- アジアタッグ王座
- 爆破王
- 爆破王タッグ
- FMW認定世界ストリートファイト6人タッグ王座

## 入場テーマ曲
- Wild Thing - X
- スーパースター (マレー・ヘッドの曲)（英語版） - 1972年のドン・エリス（英語版）のアルバム『Connection (ドン・エリスのアルバム)（英語版）』収録曲 （全日本プロレス時代に使用）